# Анангоно, Хуан
Хуан Луис Анангоно Леон (исп. Juan Luis Anangonó León; род. 13 апреля 1989 года в городе Ибарра) — эквадорский футболист, нападающий клуба ЛДУ Кито и сборной Эквадора.

## Клубная карьера
Анангоно начал карьеру в клубе «Барселона Гуаякиль». 16 февраля 2008 года в матче против «Универсидад Католика» он дебютировал в эквадорской Примере. 28 февраля 2010 года в поединке против «Ольмедо» Хуан забил свой первый гол за команду. В 2011 году он перешёл в «Эль Насьональ». 30 января в матче против ЛДУ Лоха он дебютировал за новый клуб. 20 февраля в поединке против «Имбамбура» Анагоно забил свой первый гол за «Эль Насьональ». В 2012 году он на правах аренды перешёл в аргентинский «Архентинос Хуниорс». 9 сентября в матче против «Бока Хуниорс» Хуан дебютировал в аргентинской Примере. 15 сентября в поединке против «Олл Бойз» Анангоно забил свой первый гол за «Хуниорс».
Летом 2013 года Хуан перешёл в американский «Чикаго Файр». 11 августа в матче против канадского «Монреаль Импакт» он дебютировал в MLS. 15 сентября в поединке против «Нью-Инглэнд Революшн» Анангоно забил свой первый гол за «Чикаго».
Летом 2014 года Хуан вернулся на родину, где на правах аренды стал игроком ЛДУ Кито. 12 июля в матче против своего бывшего клуба «Барселоны Гуаякиль» он дебютировал за новую команду. В этом же поединке Анагоно забил свой первый гол за ЛДУ. В начале 2015 года Хуан перешёл в мексиканский «Леонес Негрос». 26 января в дерби против «Гвадалахары» дебютировал в мексиканской Примере. 15 февраля в матче против «Леона» Хуан забил свой первый гол за новую команду.

## Международная карьера
В 2009 году Анангоно в составе молодёжной сборной Эквадора принял участие в молодёжном чемпионат Южной Америки в Венесуэле. На турнире он сыграл в матчах против команд Венесуэлы, Аргентины, Перу и Колумбии.
16 августа 2012 года в товарищеском матче против сборной Чили Хуна дебютировал за сборную Эквадора. 27 июля 2017 года в поединке против сборной Тринидада и Тобаго Анангоно забил свой первый гол за национальную команду.

### Голы за сборную Эквадора
| # | Дата         | Место                             | Противник         | Результат | Счёт | Соревнование      |
| - | ------------ | --------------------------------- | ----------------- | --------- | ---- | ----------------- |
| 1 | 27 июля 2017 | Джордж Кэпвелл, Гуаякиль, Эквадор | Тринидад и Тобаго | 1:0       | 3:1  | Товарищеский матч |

## Титулы и достижения
- Чемпион Эквадора (1): 2018